# Daniel Patrick Reilly
Daniel Patrick Reilly (ur. 12 maja 1928 w Providence, Rhode Island, zm. 18 czerwca 2024) – amerykański duchowny katolicki, biskup Worcester w latach 1994–2004.

## Życiorys
Do kapłaństwa przygotowywał się w seminarium duchownym w Warwick i w Saint-Brieuc we Francji. 30 maja 1953 otrzymał święcenia kapłańskie i rozpoczął pracę duszpasterską w rodzinnej diecezji Providence. Od roku 1954 był kanclerzem diecezji i sekretarzem ówczesnego biskupa diecezjalnego. W roku 1972 mianowany wikariuszem generalnym diecezji Providence. Od roku 1965 nosił tytuł prałata.
5 czerwca 1975 papież Paweł VI mianował go biskupem diecezjalnym Norwich w Connecticut. Sakry udzielił mu ówczesny metropolita prowincji Hartford John Francis Whealon. 27 października 1994 wyznaczony został na biskupa diecezjalnego Worcester. Na emeryturę przeszedł 9 marca 2004 roku.